# Ula Point
Der Ula Point ist eine niedrige und vereiste Landspitze an der Nordostküste der James-Ross-Insel vor der Nordspitze der Antarktischen Halbinsel. Sie liegt 8 km nordwestlich des Kap Gage.
Teilnehmer der Schwedischen Antarktisexpedition (1901–1903) unter der Leitung Otto Nordenskjölds entdeckten sie und nahmen eine grobe Kartierung vor. Der Falkland Islands Dependencies Survey kartierte sie 1945 erneut. Das UK Antarctic Place-Names Committee benannte sie 1957 nach dem Geburtsort Ula von Anton Oluf Olsen, Bootsmann auf der Antarctic bei Nordenskjölds Expedition.